# Planetstien
Planetstien är en skalmodell med skulpturer av solsystemet i Lemvigs kommun i Västjylland. Skalan är 1:1 miljard. Den består av ett antal skulpturer, som är uppställda i landskapet längs fjordarmen Lem Vig. Den sköts av Lemvig Museum.
Planetstien sträcker sig från Lemvig till Nissum Bredning. Solen är placerad vid gatan i Vesterbjerg i Lemvig och därifrån går Planetstien genom Lemvigs Lystanlæg, förbi Vinkelhage, längs stranden i Tørring och ut på Gjellerodde till stranden vid Ryeltorv i Hygum. 
Stigens skulpturer är gjorda i brons och står på en sockel av granit, med klot som visar planetens storlek. I Planetstiens skala motsvarar en meter en miljon kilometer. Solen vid Vesterbjerg i Lemvig har en diameter på 1,39 meter. Sträckan från solen till Pluto är fågelvägen 7,4 kilometer, medan den på gångstigen är omkring tolv kilometer. 
Planetstien anlades mellan åren 1984 och 1996 efter en idé av Ole J. Knudsen och Claus Nauntoft. Skulpturerna är formgivna av Nauntoft och för stenhuggeri och bronsgjutning ansvarade Ejgil Westergaard respektive Leif Jensen.

## Bildgalleri

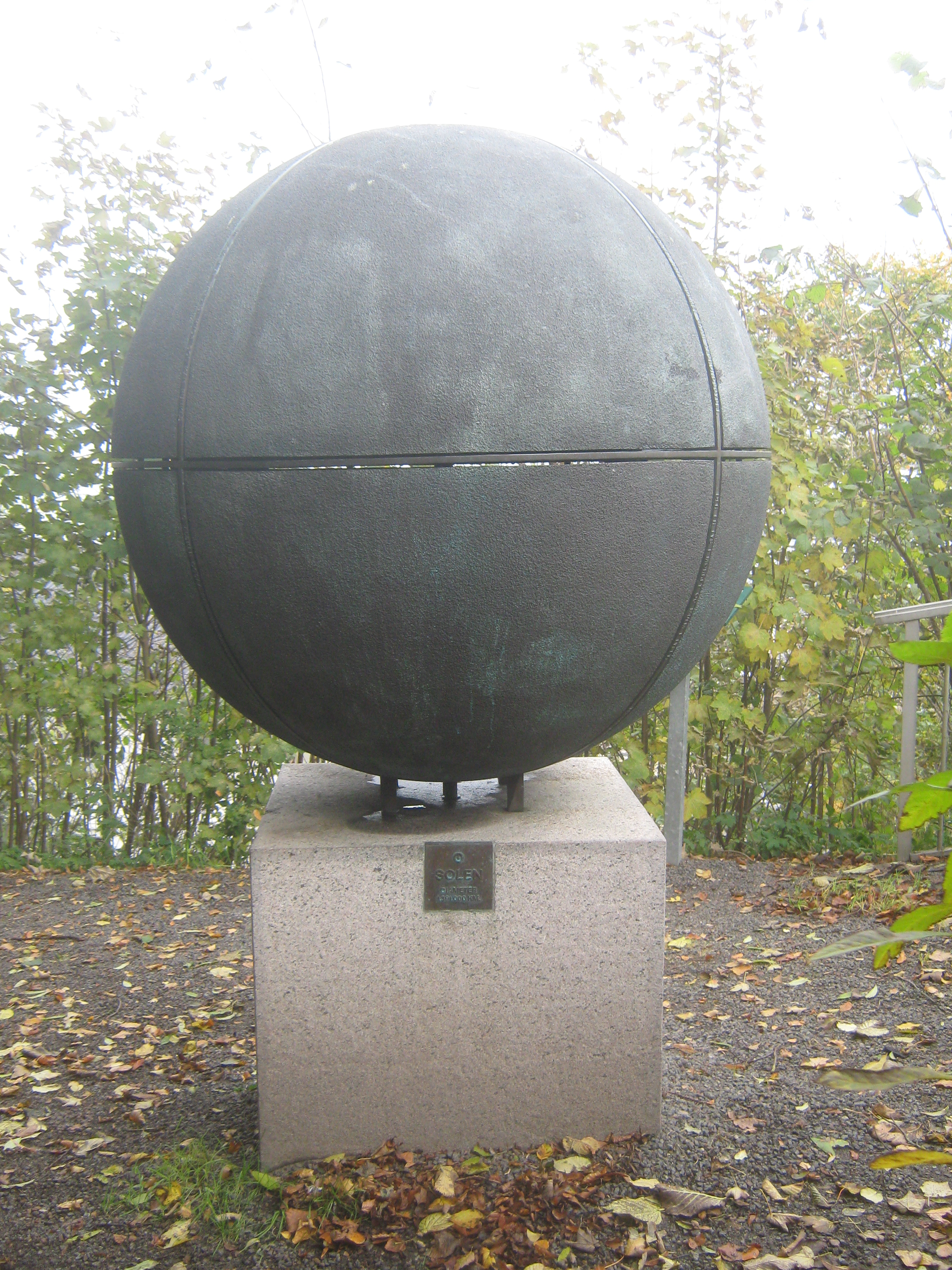
Solen (0 au/0 meter)
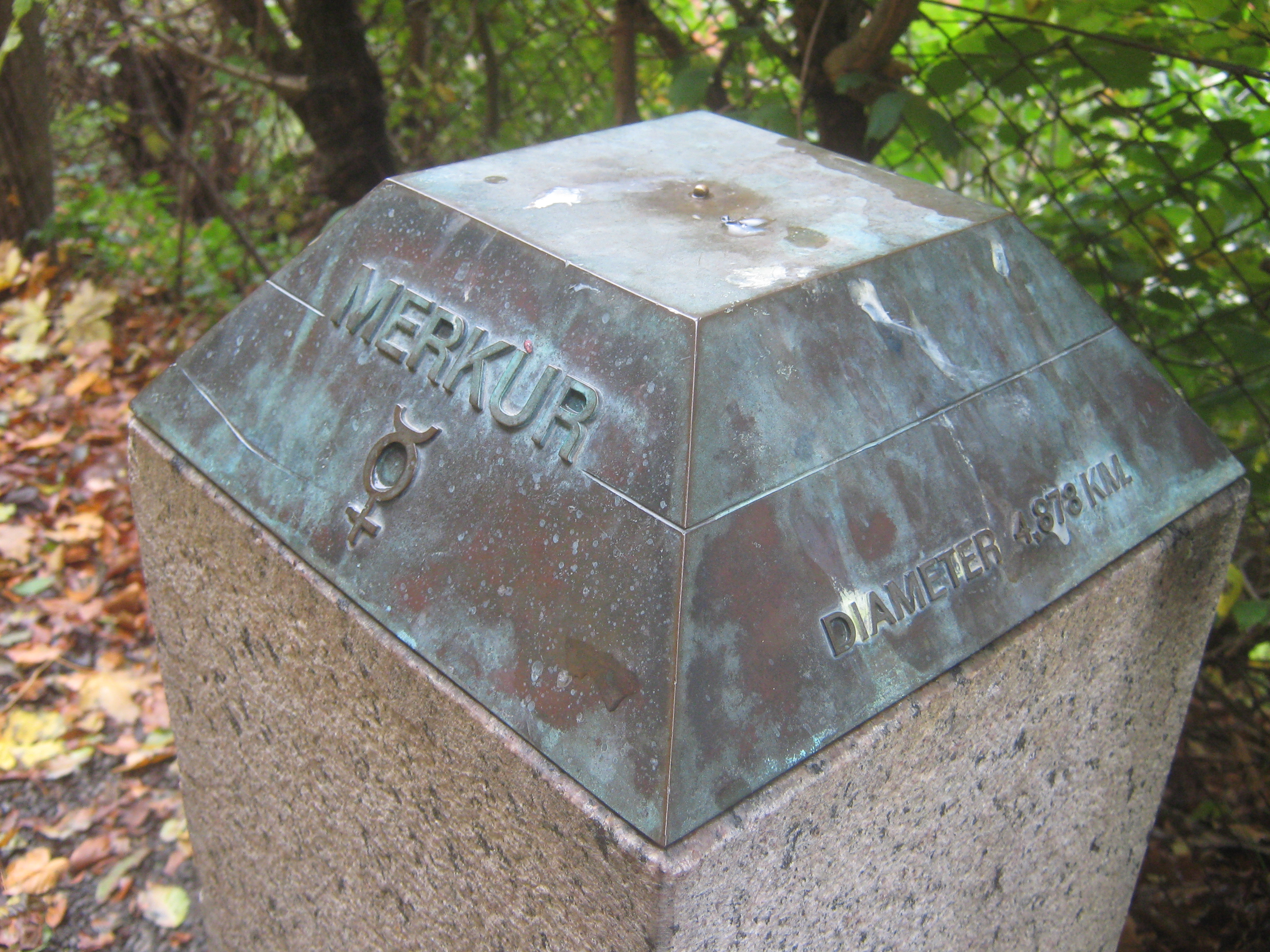
Merkurius (0,39 au/58 meter)
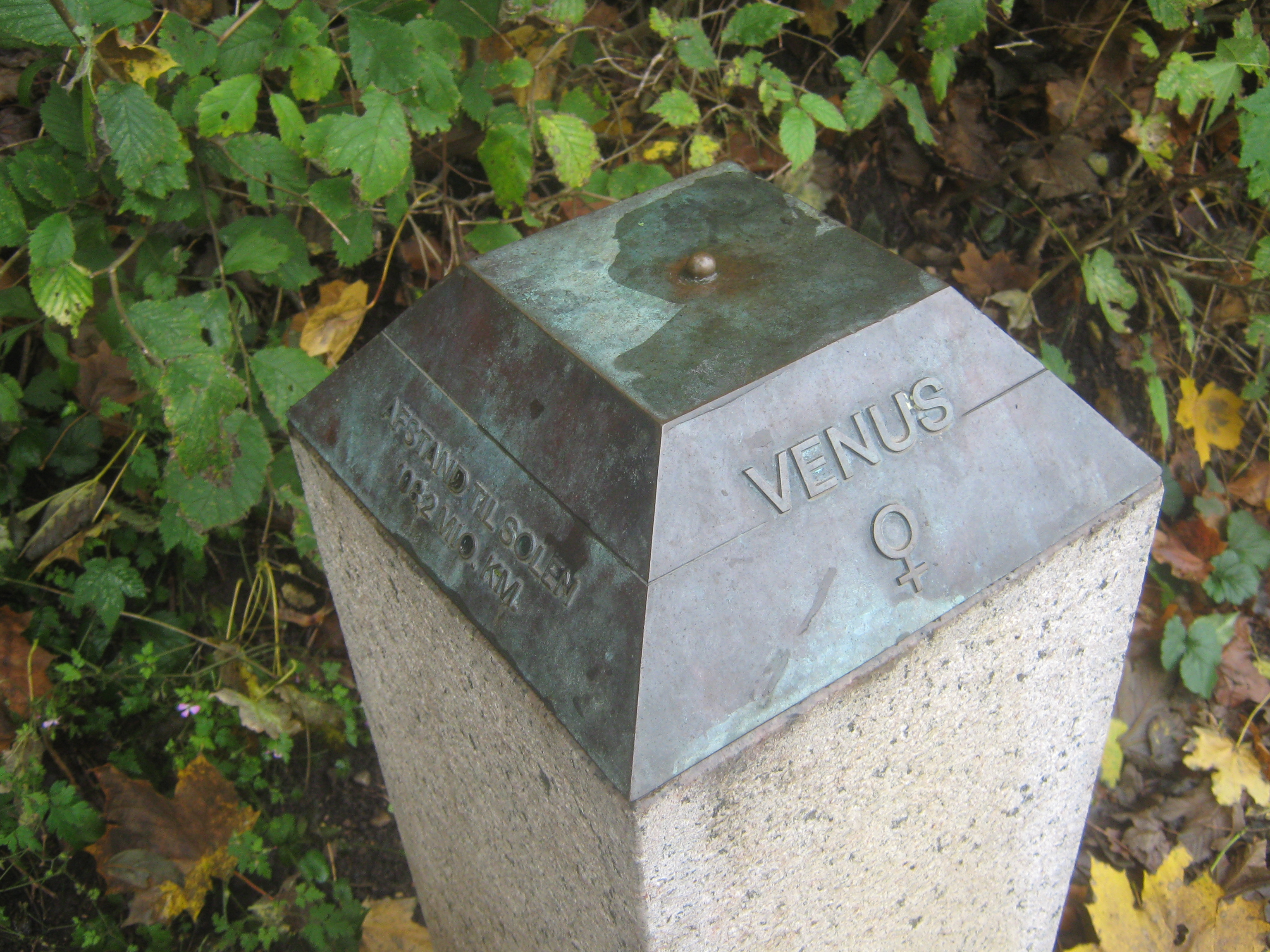
Venus (0,72 au/108 meter)
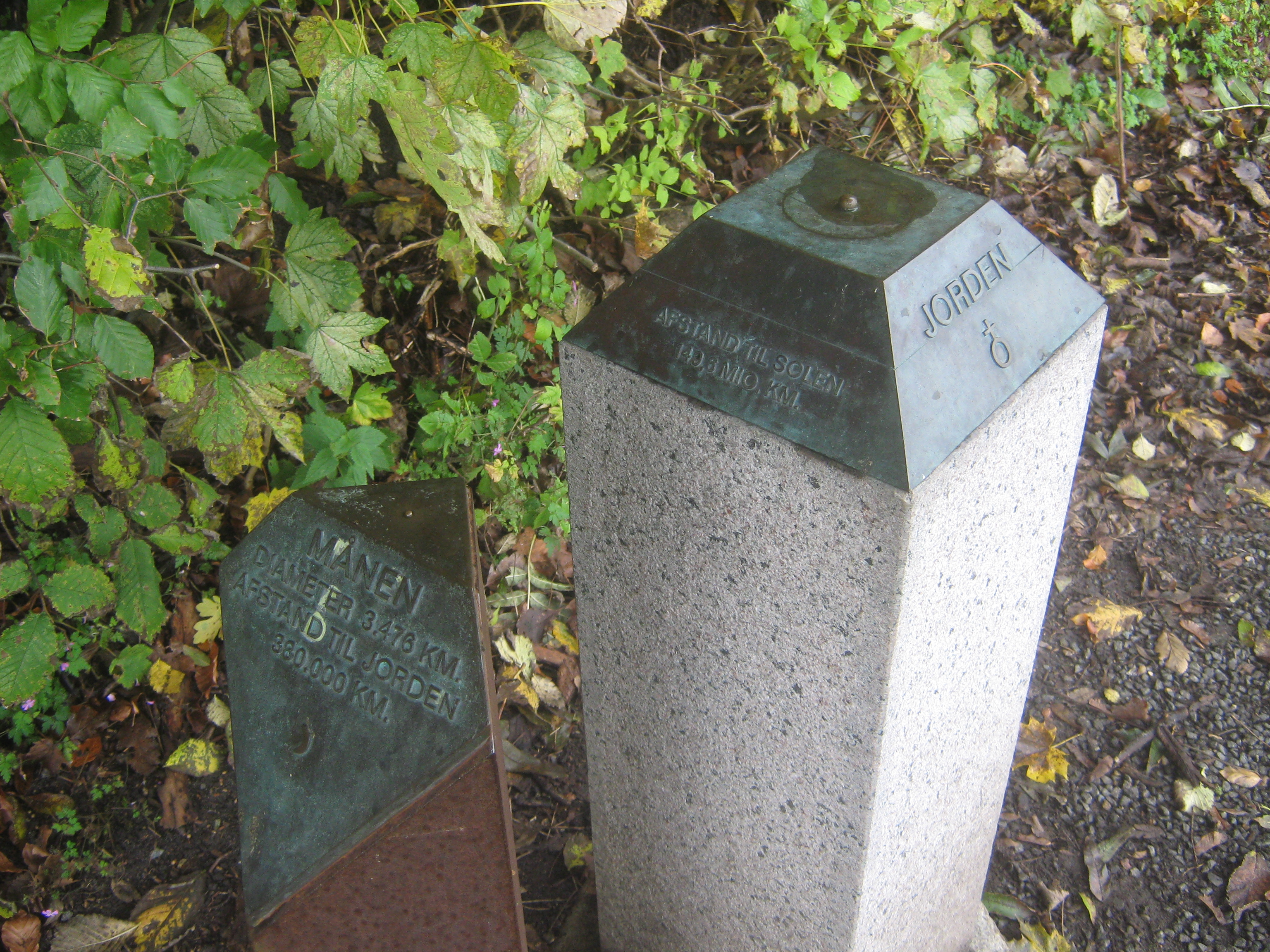
Jorden och månen (1 au/149 meter)
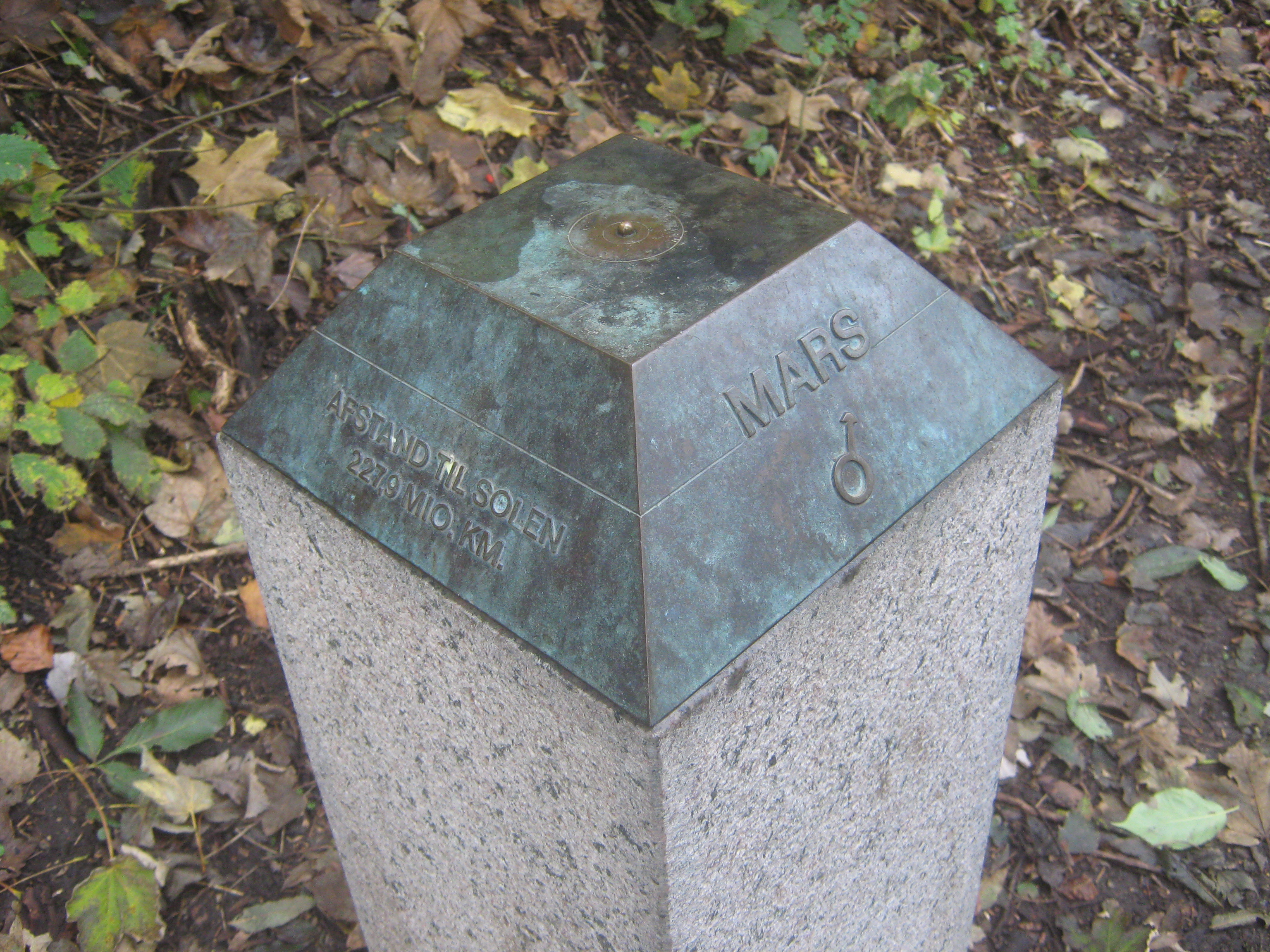
Mars (1,5 au/228 meter)
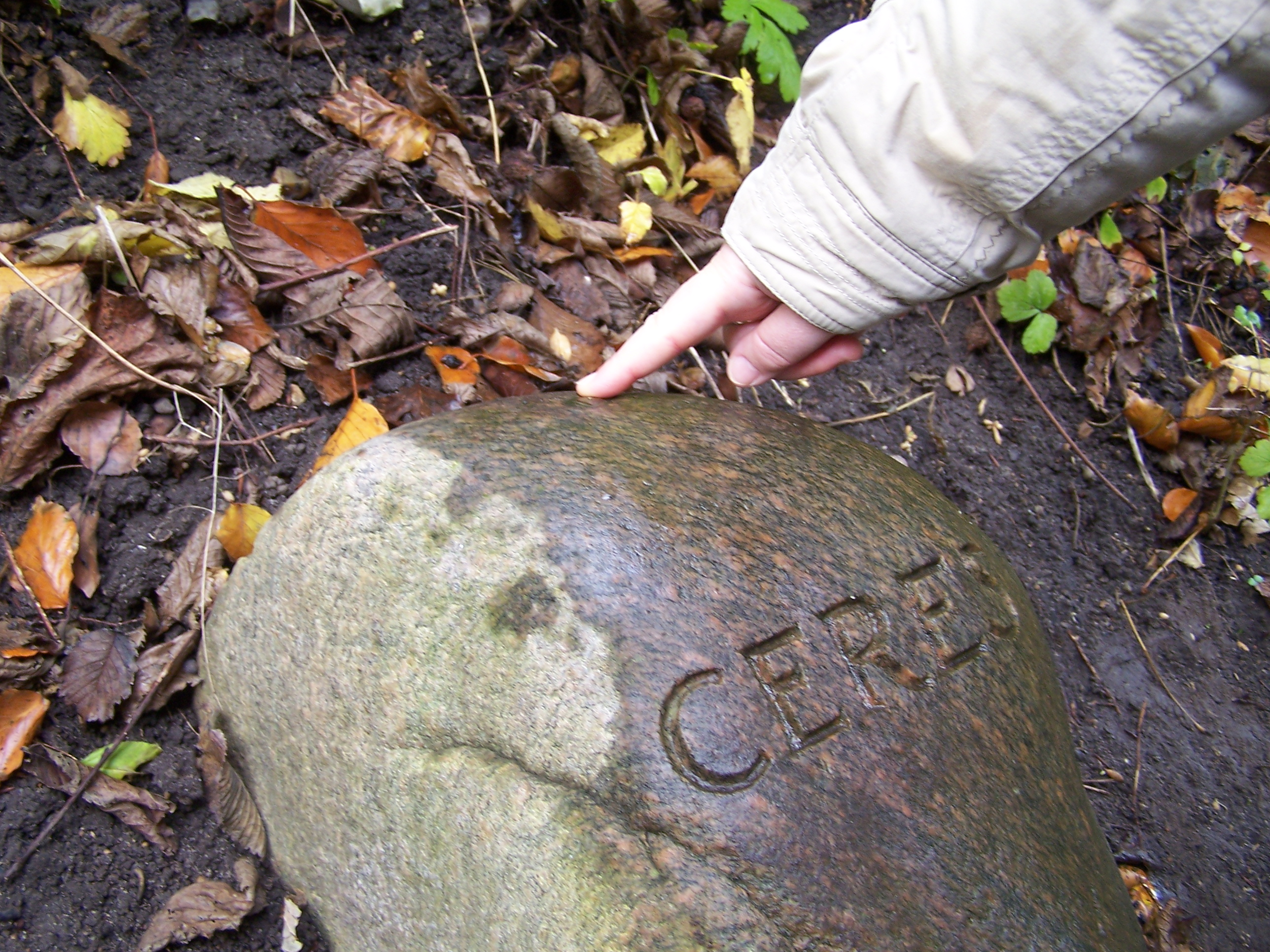
Ceres (2,7 au/414 meter)
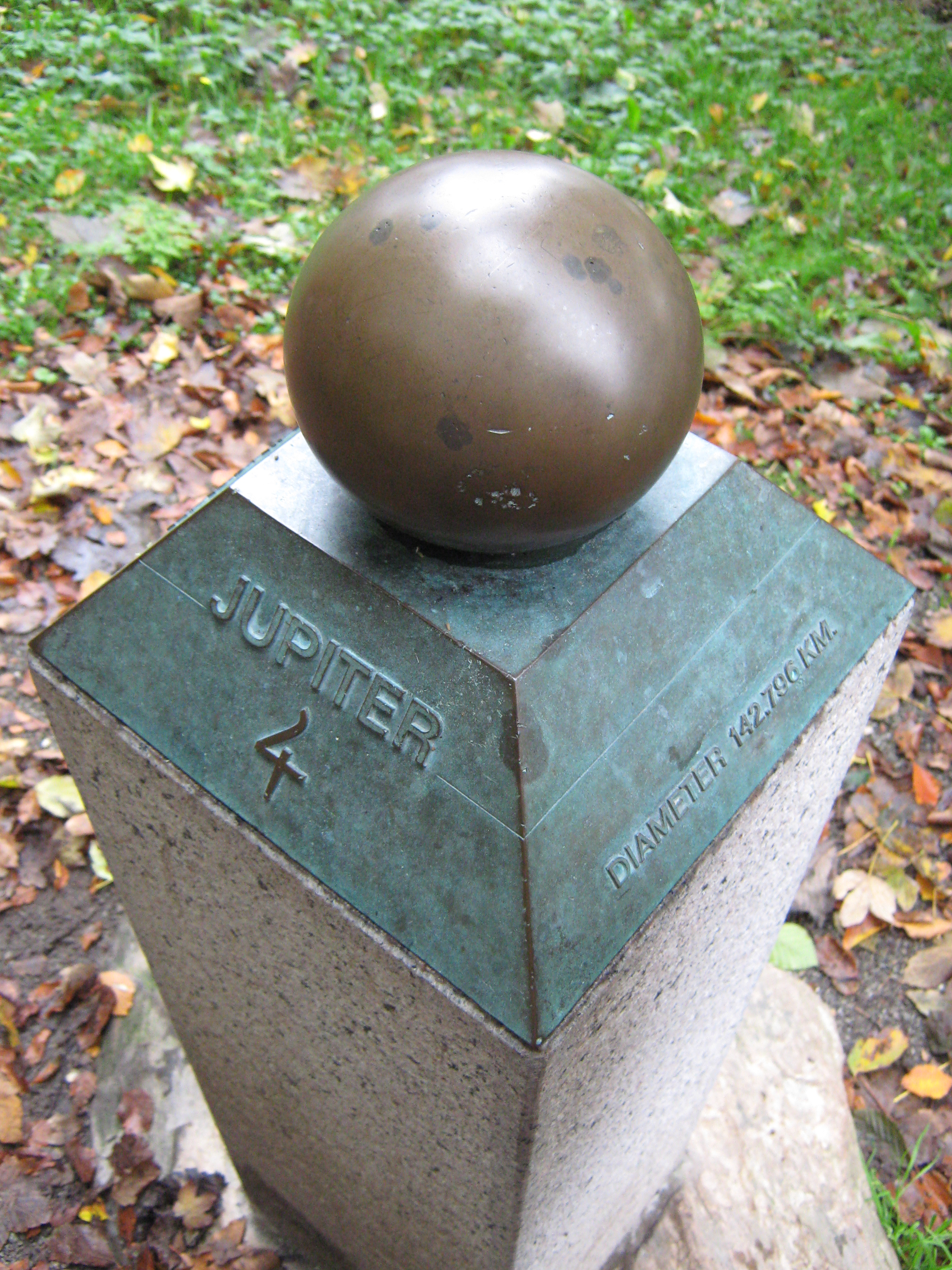
Jupiter (5,2 au/778 meter)
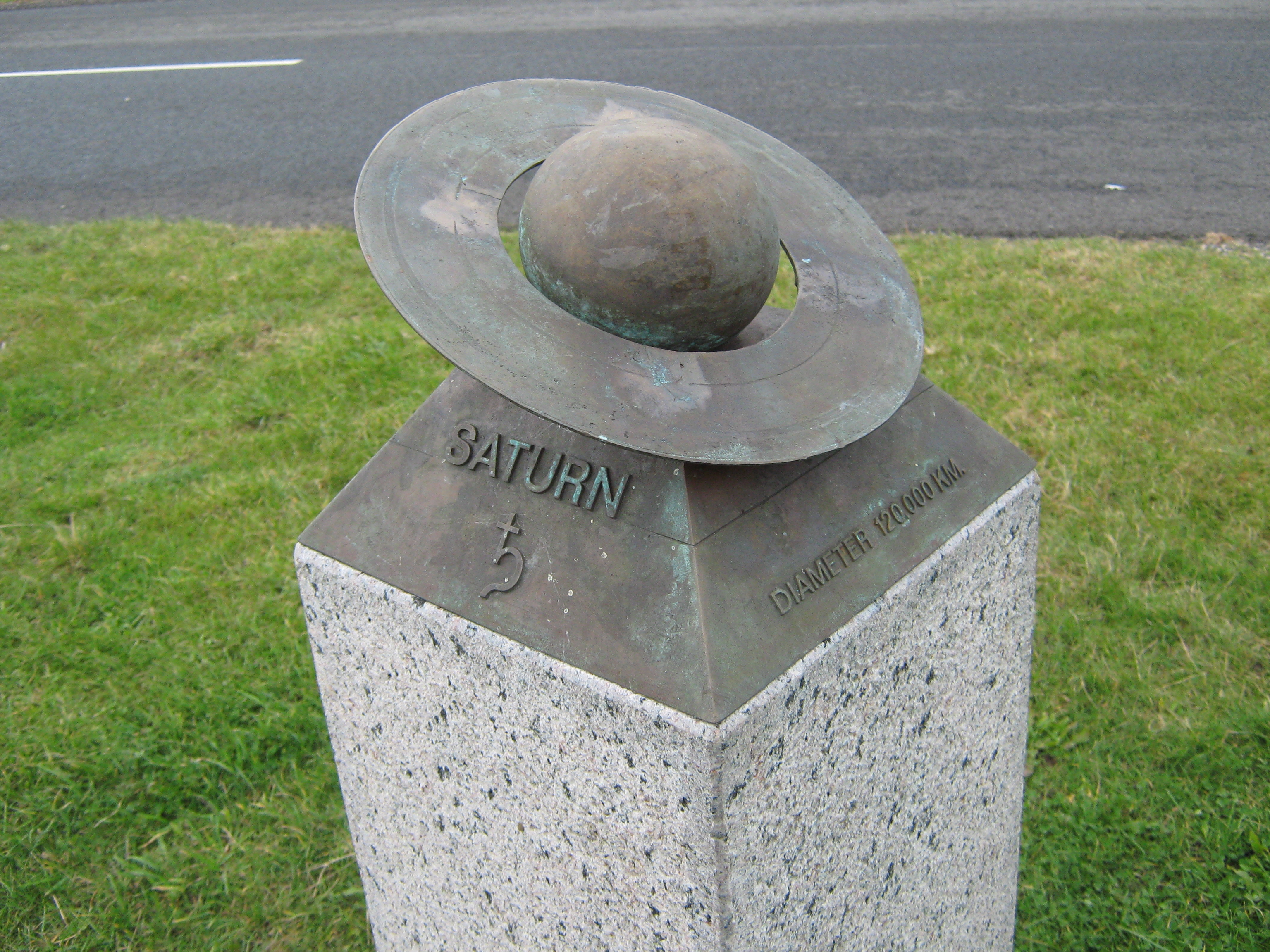
Saturnus (9,5 au/1,43 kilometer)
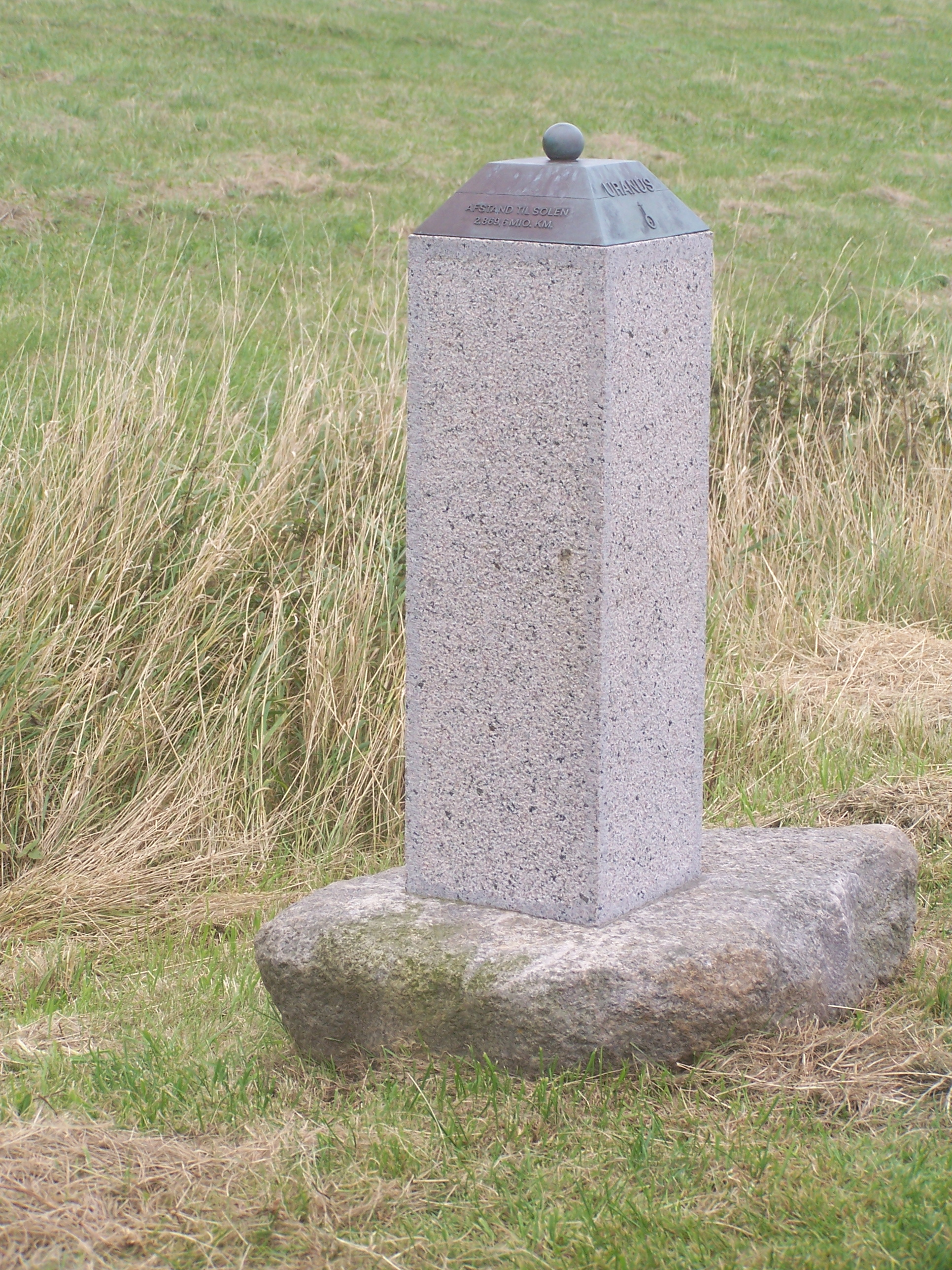
Uranus på Søgårdevejen (19,2 au/2,87 kilometer)
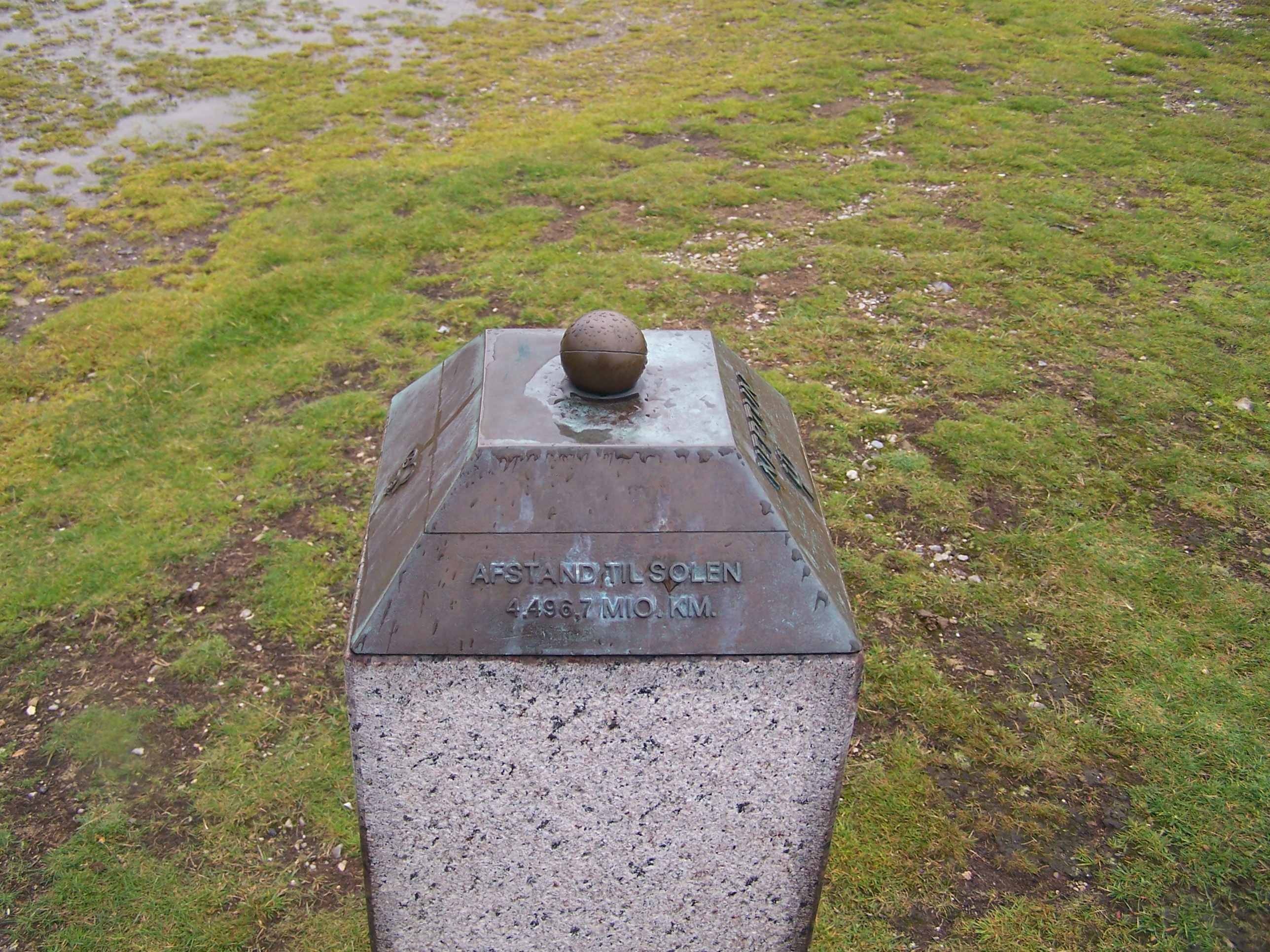
Neptunus (30,1 au/4,5 kilometer)
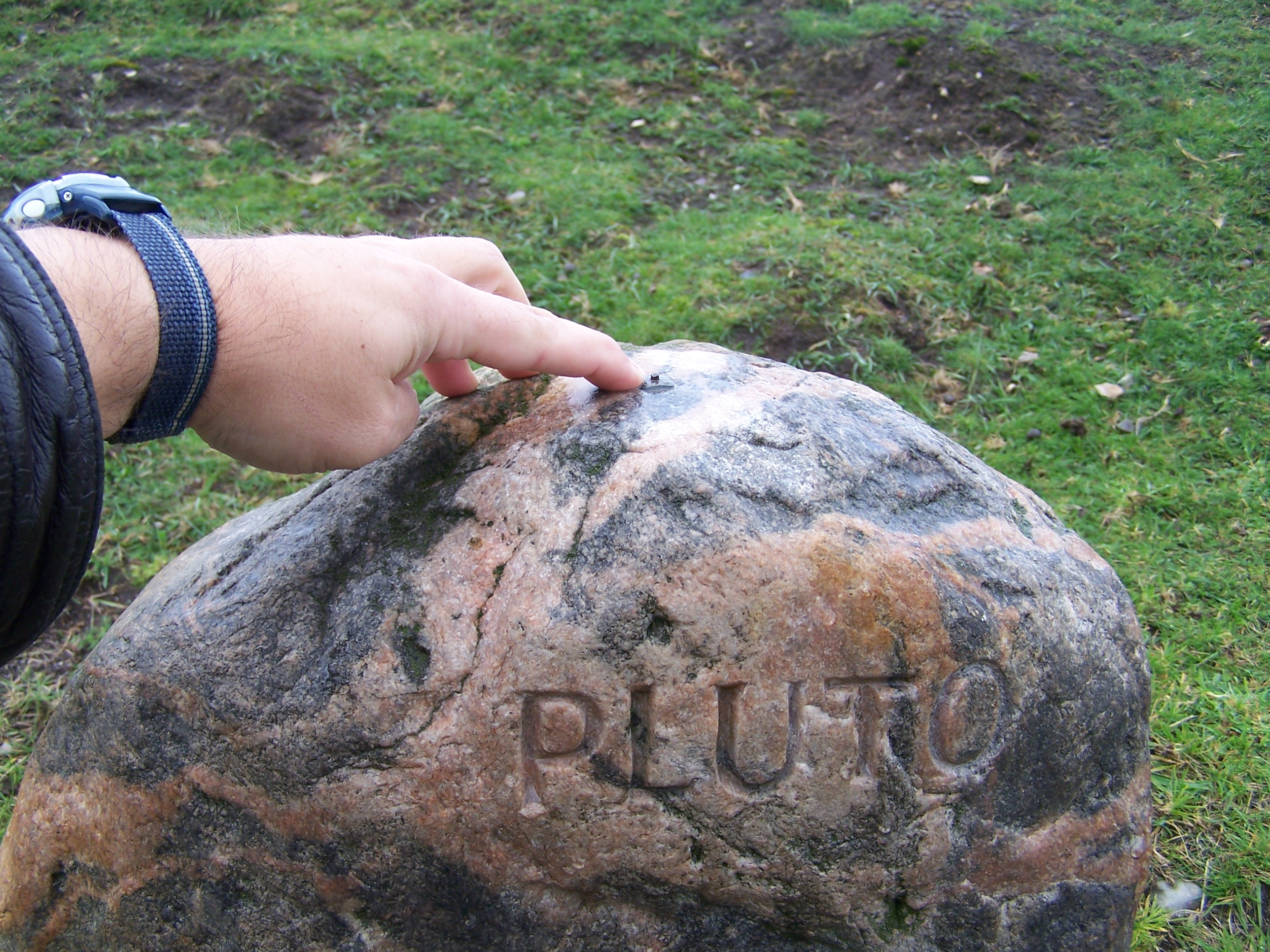
Pluto i perihelium (29,7 au/4,4 kilometer)
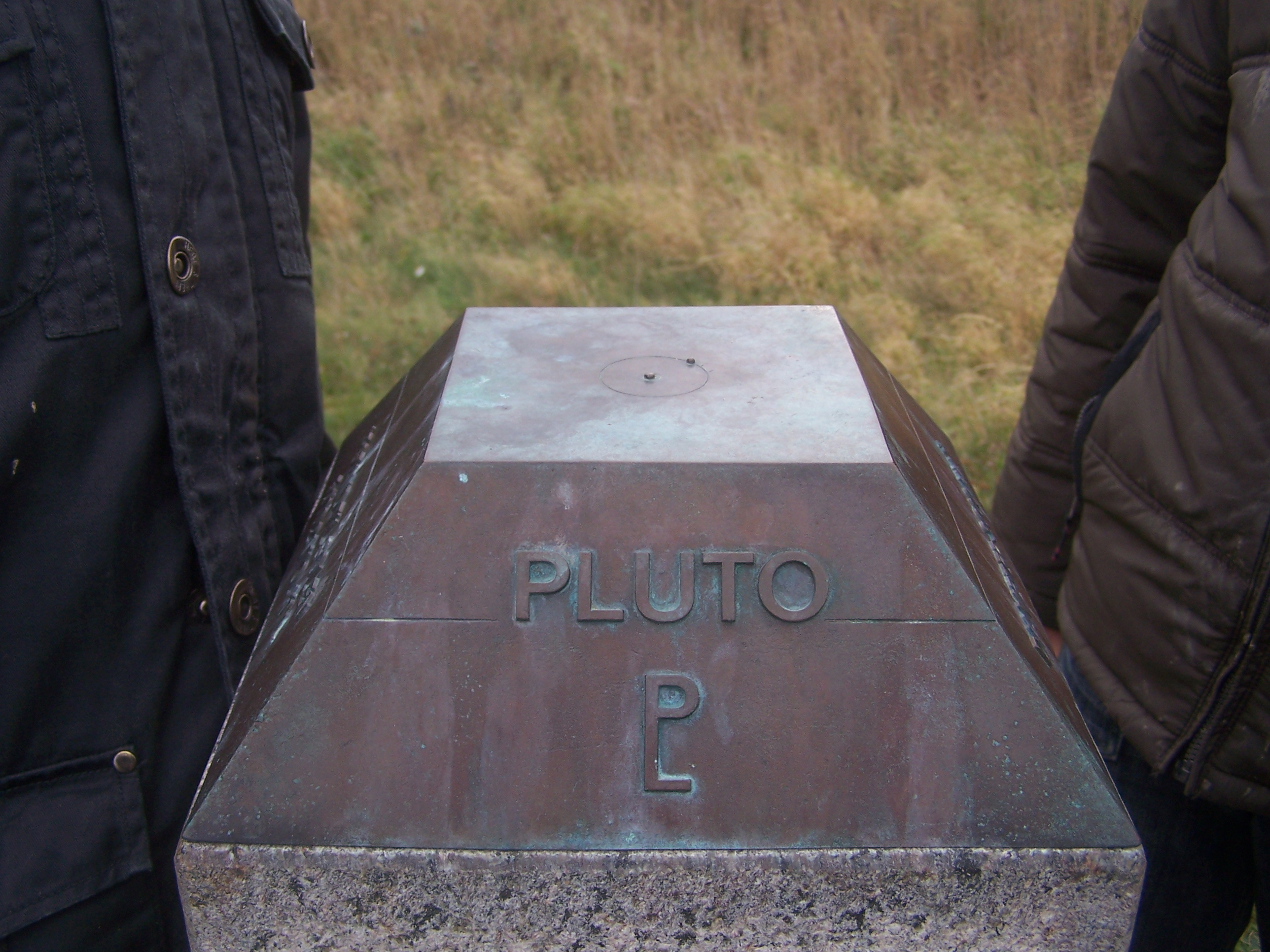
Pluto och Charon (39,5 au/5,9 kilometer)
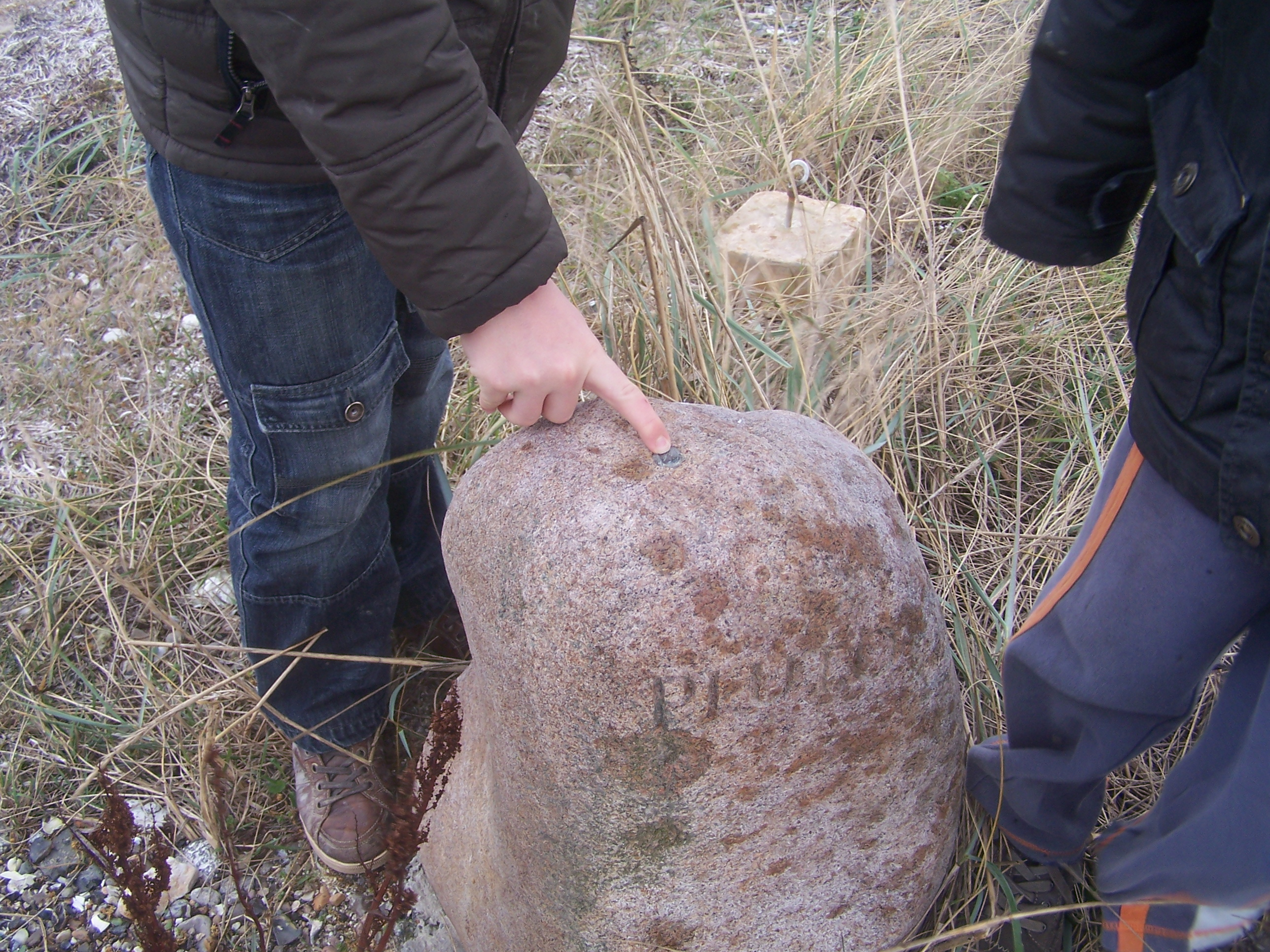
Pluto i aphelium (49,3 au/7,4 kilometer)